# كالفين جاكسون
كالفين جاكسون (بالإنجليزية: Calvin Jackson)‏ هو عازف بيانو أمريكي، ولد في 26 مايو 1919 في فيلادلفيا في الولايات المتحدة، وتوفي في 9 ديسمبر 1985 في إنسينيتاس في الولايات المتحدة.

## وصلات خارجية
- كالفين جاكسون على موقع IMDb (الإنجليزية)
- كالفين جاكسون على موقع ميوزك برينز (الإنجليزية)
- كالفين جاكسون على موقع أول ميوزيك (الإنجليزية)
- كالفين جاكسون على موقع ديسكوغز (الإنجليزية)